# NHL Entry Draft 1991
L'NHL Entry Draft 1991 è stato il 29º draft della National Hockey League. Si è tenuto il 22 giugno 1991 presso il Memorial Auditorium di Buffalo.
Per la terza volta l'Entry Draft si svolse negli Stati Uniti, e per la prima volta fu lo stato di New York ad ospitare l'evento presso il Memorial Auditorium di Buffalo, impianto che ospitava le gare casalinghe dei Buffalo Sabres. Il draft diventò negli anni celebre per le controversie legate alla prima scelta assoluta, indicata da alcuni analisti come un possibile The Next One, ovvero il centro canadese Eric Lindros. A sorpresa decise immediatamente di rifiutare l'offerta dei Quebec Nordiques. Un anno più tardi ebbe luogo una delle più grandi manovre di mercato nella storia della NHL, al termine della quale i Philadelphia Flyers riuscirono ad ottenere Lindros in cambio fra gli altri dello svedese Peter Forsberg. Al draft prese parte per la prima volta la franchigia dei San Jose Sharks.
I Quebec Nordiques selezionarono il centro canadese Eric Lindros dagli Oshawa Generals, i San Jose Sharks invece come seconda scelta puntarono sull'ala destra canadese Pat Falloon, proveniente dagli Spokane Chiefs, mentre i New Jersey Devils scelsero in terza posizione il difensore canadese Scott Niedermayer dei Kamloops Blazers. Fra i 264 giocatori selezionati 146 erano attaccanti, 89 erano difensori mentre 29 erano portieri. Dei giocatori scelti 113 giocarono in NHL mentre tre di loro entrarono a far parte della Hockey Hall of Fame.

## Expansion Draft
L'NHL Expansion Draft 1991, il sesto nella storia della NHL, si svolse il 30 maggio 1991 a Buffalo. Il draft ebbe luogo per permettere di completare il roster della nuova franchigia iscritta in NHL a partire dalla stagione 1991-92, i San Jose Sharks. In precedenza con un "dispersal draft" i San Jose Sharks poterono scegliere fra i giocatori dei Minnesota North Stars, mentre nell'expansion draft sia i North Stars che Sharks selezionarono alcuni giocatori dalle altri 20 franchigie della NHL.

## Turni
|  | = NHL All-Star |  |  | = NHL All-Star e NHL All-Star Team |  |  | = Membro della Hall of Fame |

Legenda delle posizioni

A = Attaccante   AD = Ala destra   AS = Ala sinistra   C = Centro   D = Difensore   P = Portiere

### Primo giro
| #  | Giocatore             | Nazionalità      | Squadra NHL                        | Squadra di provenienza           |
| -- | --------------------- | ---------------- | ---------------------------------- | -------------------------------- |
| 1  | Eric Lindros (C)      | Canada           | Quebec Nordiques                   | Oshawa Generals (OHL)            |
| 2  | Pat Falloon (AD)      | Canada           | San Jose Sharks                    | Spokane Chiefs (WHL)             |
| 3  | Scott Niedermayer (D) | Canada           | New Jersey Devils (da Toronto)     | Kamloops Blazers (WHL)           |
| 4  | Scott Lachance (D)    | Stati Uniti      | New York Islanders                 | Boston U. Terriers (Hockey East) |
| 5  | Aaron Ward (D)        | Canada           | Winnipeg Jets                      | Michigan Wolverines (CCHA)       |
| 6  | Peter Forsberg (C)    | Svezia           | Philadelphia Flyers                | MODO (Elitserien)                |
| 7  | Alek Stojanov (AD)    | Canada           | Vancouver Canucks                  | Dukes of Hamilton (OHL)          |
| 8  | Richard Matvichuk (D) | Canada           | Minnesota North Stars              | Saskatoon Blades (WHL)           |
| 9  | Patrick Poulin (AS)   | Canada           | Hartford Whalers                   | Saint-Hyacinthe Lasers (QMJHL)   |
| 10 | Martin Lapointe (C)   | Canada           | Detroit Red Wings                  | Laval Titan (QMJHL)              |
| 11 | Brian Rolston (AD)    | Stati Uniti      | New Jersey Devils                  | Compuware Ambassadors (OHL)      |
| 12 | Tyler Wright (C)      | Canada           | Edmonton Oilers                    | Swift Current Broncos (WHL)      |
| 13 | Philippe Boucher (D)  | Canada           | Buffalo Sabres                     | Granby Prédateurs (QMJHL)        |
| 14 | Pat Peake (C)         | Stati Uniti      | Washington Capitals                | Compuware Ambassadors (OHL)      |
| 15 | Aleksej Kovalëv (AD)  | Unione Sovietica | New York Rangers                   | Dinamo Mosca (URSS)              |
| 16 | Markus Näslund (AS)   | Svezia           | Pittsburgh Penguins                | MODO (Elitserien)                |
| 17 | Brent Bilodeau (D)    | Canada           | Montreal Canadiens                 | Seattle Thunderbirds (WHL)       |
| 18 | Glen Murray (AD)      | Canada           | Boston Bruins                      | Sudbury Wolves (OHL)             |
| 19 | Niklas Sundblad (AD)  | Svezia           | Calgary Flames                     | AIK (Elitserien)                 |
| 20 | Martin Ručinský (AD)  | Cecoslovacchia   | Edmonton Oilers (da Los Angeles)   | Litvínov (Extraliga)             |
| 21 | Trevor Halverson (AD) | Canada           | Washington Capitals (da St. Louis) | Belleville Bulls (OHL)           |
| 22 | Dean McAmmond (C)     | Canada           | Chicago Blackhawks                 | Prince Albert Raiders (WHL)      |

### Secondo giro
| #  | Giocatore            | Nazionalità      | Squadra NHL                                     | Squadra di provenienza                   |
| -- | -------------------- | ---------------- | ----------------------------------------------- | ---------------------------------------- |
| 23 | Ray Whitney (AS)     | Canada           | San Jose Sharks                                 | Spokane Chiefs (WHL)                     |
| 24 | René Corbet (AS)     | Canada           | Quebec Nordiques                                | D.ville Voltigeurs (QMJHL)               |
| 25 | Eric Lavigne (D)     | Canada           | Washington Capitals (da Toronto via Quebec)     | Hull Olympiques (QMJHL)                  |
| 26 | Žigmund Pálffy (AD)  | Cecoslovacchia   | New York Islanders                              | Nitra (Extraliga)                        |
| 27 | Steve Staios (D)     | Canada           | St. Louis Blues (da Winnipeg)                   | Niagara Falls Thunder (OHL)              |
| 28 | Jim Campbell (AD)    | Stati Uniti      | Montreal Canadiens (da Philadelphia)            | Northwood School (USHS-New York)         |
| 29 | Jassen Cullimore (D) | Canada           | Vancouver Canucks                               | Peterborough Petes (OHL)                 |
| 30 | Sandis Ozoliņš (D)   | Unione Sovietica | San Jose Sharks (da Minnesota)                  | Stars Riga (URSS)                        |
| 31 | Martin Hamrlík (D)   | Cecoslovacchia   | Hartford Whalers                                | PSG Zlín (Extraliga)                     |
| 32 | Jamie Pushor (C)     | Canada           | Detroit Red Wings                               | Lethbridge Hurricanes (WHL)              |
| 33 | Donevan Hextall (AS) | Canada           | New Jersey Devils                               | Prince Albert Raiders (WHL)              |
| 34 | Andrew Verner (P)    | Canada           | Edmonton Oilers                                 | Peterborough Petes (OHL)                 |
| 35 | Jason Dawe (AD)      | Canada           | Buffalo Sabres                                  | Peterborough Petes (OHL)                 |
| 36 | Jeff Nelson (C)      | Canada           | Washington Capitals                             | Prince Albert Raiders (WHL)              |
| 37 | Darcy Werenka (D)    | Canada           | New York Rangers                                | Lethbridge Hurricanes (WHL)              |
| 38 | Rusty Fitzgerald (C) | Stati Uniti      | Pittsburgh Penguins                             | Duluth East High School (USHS-Minnesota) |
| 39 | Mike Pomichter (C)   | Stati Uniti      | Chicago Blackhawks (da Montreal)                | Springfield Olympics (EJHL)              |
| 40 | Jozef Stümpel (C)    | Cecoslovacchia   | Boston Bruins                                   | Nitra (Extraliga)                        |
| 41 | François Groleau (D) | Canada           | Calgary Flames                                  | Shawinigan Cataractes (QMJHL)            |
| 42 | Guy Leveque (C)      | Canada           | Los Angeles Kings                               | Litvínov (Extraliga)                     |
| 43 | Craig Darby (C)      | Stati Uniti      | Montreal Canadiens (da St. Louis via Vancouver) | Albany Academy (USHS-New York)           |
| 44 | Jamie Matthews (C)   | Canada           | Chicago Blackhawks                              | Sudbury Wolves (OHL)                     |

### Terzo giro
| #  | Giocatore              | Nazionalità      | Squadra NHL                                 | Squadra di provenienza                |
| -- | ---------------------- | ---------------- | ------------------------------------------- | ------------------------------------- |
| 45 | Dody Wood (C)          | Canada           | San Jose Sharks                             | Seattle Thunderbirds (WHL)            |
| 46 | Rich Brennan (D)       | Stati Uniti      | Quebec Nordiques                            | Tabor Academy (USHS-Massachusetts)    |
| 47 | Yanic Perreault (C)    | Canada           | Toronto Maple Leafs                         | Trois-Rivières Draveurs (QMJHL)       |
| 48 | Jamie McLennan (P)     | Canada           | New York Islanders                          | Lethbridge Hurricanes (WHL)           |
| 49 | Dmitrij Filimonov (D)  | Unione Sovietica | Winnipeg Jets                               | Dinamo Mosca (URSS)                   |
| 50 | Yanick Dupré (AS)      | Canada           | Philadelphia Flyers                         | D.ville Voltigeurs (QMJHL)            |
| 51 | Sean Pronger (C)       | Canada           | Vancouver Canucks                           | Bowling Green Falcons (CCHA)          |
| 52 | Sandy McCarthy (AD)    | Canada           | Calgary Flames (da Minnesota)               | Laval Titan (QMJHL)                   |
| 53 | Todd Hall (D)          | Stati Uniti      | Hartford Whalers                            | Hamden High School (USHS-Connecticut) |
| 54 | Chris Osgood (P)       | Canada           | Detroit Red Wings                           | Medicine Hat Tigers (WHL)             |
| 55 | Fredrik Lindquist (AD) | Svezia           | New Jersey Devils                           | Djurgården (Elitserien)               |
| 56 | George Breen (AD)      | Stati Uniti      | Edmonton Oilers                             | Cushing Academy (USHS-Massachusetts)  |
| 57 | Jason Young (AS)       | Canada           | Buffalo Sabres                              | Sudbury Wolves (OHL)                  |
| 58 | Steve Konowalchuk (AS) | Stati Uniti      | Washington Capitals                         | Portland Winterhawks (WHL)            |
| 59 | Michael Nylander (C)   | Svezia           | Hartford Whalers (da NY Rangers)            | Huddinge (Elitserien)                 |
| 60 | Shane Peacock (D)      | Canada           | Pittsburgh Penguins                         | Lethbridge Hurricanes (WHL)           |
| 61 | Yves Sarault (AS)      | Canada           | Montreal Canadiens                          | St. Jean Lynx (QMJHL)                 |
| 62 | Marcel Cousineau (P)   | Canada           | Boston Bruins                               | Beauport Harfangs (QMJHL)             |
| 63 | Brian Caruso (AS)      | Canada           | Calgary Flames                              | MN Duluth Bulldogs (WCHA)             |
| 64 | Kyle Reeves (AD)       | Canada           | St. Louis Blues (da Los Angeles)            | Tri-City Americans (WHL)              |
| 65 | Nathan LaFayette (C)   | Canada           | St. Louis Blues (da St. Louis via Montreal) | Cornwall Royals (OHL)                 |
| 66 | Bobby House (AD)       | Canada           | Chicago Blackhawks                          | Brandon Wheat Kings (WHL)             |

### Quarto giro
| #  | Giocatore            | Nazionalità      | Squadra NHL                                     | Squadra di provenienza                 |
| -- | -------------------- | ---------------- | ----------------------------------------------- | -------------------------------------- |
| 67 | Kerry Toporowski (D) | Canada           | San Jose Sharks                                 | Spokane Chiefs (WHL)                   |
| 68 | Dave Karpa (D)       | Canada           | Quebec Nordiques                                | Ferris State Bulldogs (CCHA)           |
| 69 | Terry Chitaroni (C)  | Canada           | Toronto Maple Leafs                             | Trois-Rivières Draveurs (QMJHL)        |
| 70 | Milan Hnilička (P)   | Cecoslovacchia   | New York Islanders                              | Rytíři Kladno (Extraliga)              |
| 71 | Igor' Kravčuk (D)    | Unione Sovietica | Chicago Blackhawks (da Winnipeg)                | CSKA Mosca (URSS)                      |
| 72 | Peter Ambroziak (AS) | Canada           | Buffalo Sabres (da Philadelphia)                | Ottawa 67's (OHL)                      |
| 73 | Vladimír Vůjtek (AS) | Cecoslovacchia   | Montreal Canadiens (da Vancouver)               | Tri-City Americans (WHL)               |
| 74 | Mike Torchia (P)     | Canada           | Minnesota North Stars                           | Kitchener Rangers (OHL)                |
| 75 | Jim Storm (AS)       | Stati Uniti      | Hartford Whalers                                | Michigan Tech Huskies (CCHA)           |
| 76 | Mike Knuble (AD)     | Stati Uniti      | Detroit Red Wings                               | Kalamazoo Wings (NAHL)                 |
| 77 | Brad Willner (D)     | Stati Uniti      | New Jersey Devils                               | Richfield High School (USHS-Minnesota) |
| 78 | Mario Nobili (AS)    | Canada           | Edmonton Oilers                                 | Longueuil Collège Français (QMJHL)     |
| 79 | Keith Redmond (AS)   | Canada           | Los Angeles Kings (da Buffalo)                  | Bowling Green Falcons (CCHA)           |
| 80 | Justin Morrison (C)  | Canada           | Washington Capitals                             | Kingston Frontenacs (OHL)              |
| 81 | Aleksej Žitnik (D)   | Unione Sovietica | Los Angeles Kings (da NY Rangers via Minnesota) | Sokol Kiev (URSS)                      |
| 82 | Joe Tamminen (C)     | Stati Uniti      | Pittsburgh Penguins                             | Virginia High School (USHS-Minnesota)  |
| 83 | Sylvain LaPointe (D) | Canada           | Montreal Canadiens                              | Clarkson Golden Knights (ECAC)         |
| 84 | Brad Tiley (D)       | Canada           | Boston Bruins                                   | S.S. Marie Greyhounds (OHL)            |
| 85 | Steve Magnusson (C)  | Stati Uniti      | Calgary Flames                                  | Ankoa High School (USHS-Minnesota)     |
| 86 | Aris Brimanis (D)    | Stati Uniti      | Philadelphia Flyers (da Los Angeles)            | Bowling Green Falcons (CCHA)           |
| 87 | Grayden Reid (C)     | Canada           | St. Louis Blues                                 | Owen Sound Attack (OHL)                |
| 88 | Zac Boyer (AD)       | Canada           | Chicago Blackhawks                              | Kamloops Blazers (WHL)                 |

### Quinto giro
| #   | Giocatore               | Nazionalità      | Squadra NHL                                  | Squadra di provenienza                |
| --- | ----------------------- | ---------------- | -------------------------------------------- | ------------------------------------- |
| 89  | Dan Ryder (P)           | Canada           | San Jose Sharks                              | Sudbury Wolves (OHL)                  |
| 90  | Patrick Labrecque (P)   | Canada           | Quebec Nordiques                             | St-Jean Lynx (QMJHL)                  |
| 91  | Juha Ylönen (C)         | Finlandia        | Winnipeg Jets (da Toronto via Philadelphia)  | Espoo Blues (SM-liiga)                |
| 92  | Steve Junker (AD)       | Canada           | New York Islanders                           | Spokane Chiefs (WHL)                  |
| 93  | Ryan Haggerty (C)       | Stati Uniti      | Edmonton Oilers (da Winnipeg)                | Westminster School (USHS-Connecticut) |
| 94  | Yanick Degrâce (P)      | Canada           | Philadelphia Flyers                          | Trois-Rivières Draveurs (QMJHL)       |
| 95  | Dan Kesa (AD)           | Canada           | Vancouver Canucks                            | Prince Albert Raiders (WHL)           |
| 96  | Corey Machanic (D)      | Stati Uniti      | New York Rangers (da Minnesota)              | Kitchener Rangers (OHL)               |
| 97  | Mike Kennedy (C)        | Canada           | Minnesota North Stars (da Hartford)          | University of British Columbia (CIS)  |
| 98  | Dmitrij Motkov (D)      | Unione Sovietica | Detroit Red Wings                            | CSKA Mosca (URSS)                     |
| 99  | Jan Kaminskij (AS)      | Unione Sovietica | Winnipeg Jets (da New Jersey)                | Dinamo Mosca (URSS)                   |
| 100 | Brad Layzell (D)        | Canada           | Montreal Canadiens (da Edmonton via Detroit) | RPI Engineers (ECAC)                  |
| 101 | Steve Shields (P)       | Canada           | Buffalo Sabres                               | Michigan Wolverines (CCHA)            |
| 102 | Aleksej Kudašov (C)     | Unione Sovietica | Toronto Maple Leafs (da Washington)          | Kryl'ja Sovetov (URSS)                |
| 103 | Bill Lindsay (AS)       | Stati Uniti      | Quebec Nordiques (da NY Rangers)             | Tri-City Americans (WHL)              |
| 104 | Rob Melanson (D)        | Canada           | Pittsburgh Penguins                          | Hull Olympiques (QMJHL)               |
| 105 | Tony Prpic (AD)         | Stati Uniti      | Montreal Canadiens                           | Culver Academy (USHS-Indiana)         |
| 106 | Mariusz Czerkawski (AD) | Polonia          | Boston Bruins                                | GKS Tychy (Polonia)                   |
| 107 | Jerome Butler (P)       | Stati Uniti      | Calgary Flames                               | Roseau High School (USHS-Minnesota)   |
| 108 | Pauli Jaks (P)          | Svizzera         | Los Angeles Kings                            | Ambrì-Piotta (LNA)                    |
| 109 | Jeff Callinan (P)       | Stati Uniti      | St. Louis Blues                              | Minnesota Gophers (WCHA)              |
| 110 | Maco Balkovec (D)       | Canada           | Chicago Blackhawks                           | Merritt Centennials (BCHL)            |

### Sesto giro
| #   | Giocatore                | Nazionalità      | Squadra NHL                       | Squadra di provenienza              |
| --- | ------------------------ | ---------------- | --------------------------------- | ----------------------------------- |
| 111 | Fredrik Nilsson (C)      | Svezia           | San Jose Sharks                   | Västerås (Elitserien)               |
| 112 | Kevin St. Jacques (AS)   | Canada           | Chicago Blackhawks (da Quebec)    | Lethbridge Hurricanes (WHL)         |
| 113 | Jeff Perry (AS)          | Canada           | Toronto Maple Leafs               | Owen Sound Attack (OHL)             |
| 114 | Rob Valicevic (AD)       | Stati Uniti      | New York Islanders                | Compuware Ambassadors (SOJHL)       |
| 115 | Jeff Sebastian (D)       | Canada           | Winnipeg Jets                     | Seattle Thunderbirds (WHL)          |
| 116 | Clayton Norris (AD)      | Canada           | Philadelphia Flyers               | Medicine Hat Tigers (WHL)           |
| 117 | Evgenij Namestnikov (D)  | Unione Sovietica | Vancouver Canucks                 | Torpedo N. Novg. (URSS)             |
| 118 | Mark Lawrence (AD)       | Canada           | Minnesota North Stars             | Detroit Jr. Red Wings (OHL)         |
| 119 | Mike Harding (AD)        | Canada           | Hartford Whalers                  | Northern Michigan Wildcats (CCHA)   |
| 120 | Aleksandr Kuzminskij (C) | Unione Sovietica | Toronto Maple Leafs (da Detroit)  | Sokol Kiev (URSS)                   |
| 121 | Curtis Regnier (D)       | Canada           | New Jersey Devils                 | Prince Albert Raiders (WHL)         |
| 122 | Dmitrij Juškevič (D)     | Unione Sovietica | Philadelphia Flyers (da Edmonton) | Torpedo Jaroslavl' (URSS)           |
| 123 | Sean O'Donnell (D)       | Canada           | Buffalo Sabres                    | Sudbury Wolves (OHL)                |
| 124 | Brian Holzinger (C)      | Stati Uniti      | Buffalo Sabres (da Washington)    | Compuware Ambassadors (SOJHL)       |
| 125 | Fredrik Jax (AD)         | Svezia           | New York Rangers                  | Leksand (Elitserien)                |
| 126 | Brian Clifford (C)       | Stati Uniti      | Pittsburgh Penguins               | Nichols High School (USHS-New York) |
| 127 | Oleg Petrov (AD)         | Unione Sovietica | Montreal Canadiens                | CSKA Mosca (URSS)                   |
| 128 | Barry Young (D)          | Canada           | New York Rangers (da Boston)      | Sudbury Wolves (OHL)                |
| 129 | Bobby Marshall (D)       | Canada           | Calgary Flames                    | Miami RedHawks (CCHA)               |
| 130 | Brett Seguin (C)         | Stati Uniti      | Los Angeles Kings                 | Ottawa 67's (OHL)                   |
| 131 | Bruce Gardiner (AD)      | Canada           | St. Louis Blues                   | Colgate Raiders (ECAC)              |
| 132 | Jacques Auger (D)        | Canada           | Chicago Blackhawks                | Wisconsin Badgers (WCHA)            |

### Settimo giro
| #   | Giocatore              | Nazionalità      | Squadra NHL                                       | Squadra di provenienza                      |
| --- | ---------------------- | ---------------- | ------------------------------------------------- | ------------------------------------------- |
| 133 | Jaroslav Otevřel (C)   | Cecoslovacchia   | San Jose Sharks                                   | PSG Zlín (Extraliga)                        |
| 134 | Mikael Johansson (C)   | Svezia           | Quebec Nordiques                                  | Djurgården (Elitserien)                     |
| 135 | Martin Procházka (AD)  | Cecoslovacchia   | Toronto Maple Leafs                               | Rytíři Kladno (Extraliga)                   |
| 136 | Andreas Johansson (AS) | Svezia           | New York Islanders                                | Falu IF (Elitserien)                        |
| 137 | Geoff Finch (P)        | Canada           | Minnesota North Stars (da Winnipeg)               | Brown Bears (ECAC)                          |
| 138 | Andrej Lomakin (AS)    | Unione Sovietica | Philadelphia Flyers (da Philadelphia via Toronto) | Dinamo Mosca (URSS)                         |
| 139 | Brent Thurston (AS)    | Canada           | Vancouver Canucks                                 | Spokane Chiefs (WHL)                        |
| 140 | Matt Hoffman (AS)      | Stati Uniti      | Calgary Flames (da Minnesota)                     | Oshawa Generals (OHL)                       |
| 141 | Brian Mueller (D)      | Stati Uniti      | Hartford Whalers                                  | Kent School (USHS-Connecticut)              |
| 142 | Ihor Malychin (D)      | Unione Sovietica | Detroit Red Wings                                 | CSKA Mosca (URSS)                           |
| 143 | Dave Craievich (D)     | Canada           | New Jersey Devils                                 | Oshawa Generals (OHL)                       |
| 144 | David Oliver (AD)      | Canada           | Edmonton Oilers                                   | Michigan Wolverines (CCHA)                  |
| 145 | Chris Snell (D)        | Canada           | Buffalo Sabres                                    | Ottawa 67's (OHL)                           |
| 146 | Dave Morissette (AS)   | Canada           | Washington Capitals                               | Shawinigan Cataractes (QMJHL)               |
| 147 | John Rushin (C)        | Stati Uniti      | New York Rangers                                  | Kennedy High School (USHS-Minnesota)        |
| 148 | Ed Patterson (AD)      | Canada           | Pittsburgh Penguins                               | Kamloops Blazers (WHL)                      |
| 149 | Brady Kramer (C)       | Stati Uniti      | Montreal Canadiens                                | Haverford High School (USHS-Pennsylvania)   |
| 150 | Gary Golczewski (AS)   | Stati Uniti      | Boston Bruins                                     | Trinity-Pawling High School (USHS-New York) |
| 151 | Kelly Harper (C)       | Canada           | Calgary Flames                                    | Michigan St. Spartans (CCHA)                |
| 152 | Kelly Fairchild (C)    | Stati Uniti      | Los Angeles Kings                                 | Grand Rapids High School (USHS-Minnesota)   |
| 153 | Terry Hollinger (D)    | Canada           | St. Louis Blues                                   | Lethbridge Hurricanes (WHL)                 |
| 154 | Scott Kirton (AD)      | Canada           | Chicago Blackhawks                                | Powell River Kings (BCHL)                   |

### Ottavo giro
| #   | Giocatore             | Nazionalità      | Squadra NHL                            | Squadra di provenienza                   |
| --- | --------------------- | ---------------- | -------------------------------------- | ---------------------------------------- |
| 155 | Dean Grillo (AD)      | Stati Uniti      | San Jose Sharks                        | Warroad High School (USHS-Minnesota)     |
| 156 | Janne Laukkanen (D)   | Finlandia        | Quebec Nordiques                       | Pelicans (SM-liiga)                      |
| 157 | Aaron Asp (C)         | Canada           | Quebec Nordiques (da Toronto)          | Ferris State Bulldogs (CCHA)             |
| 158 | Todd Sparks (AS)      | Canada           | New York Islanders                     | Hull Olympiques (QMJHL)                  |
| 159 | Jeffrey Ricciardi (D) | Canada           | Winnipeg Jets                          | Ottawa 67's (OHL)                        |
| 160 | Dmitrij Mironov (D)   | Unione Sovietica | Toronto Maple Leafs (da Philadelphia)  | Kryl'ja Sovetov (URSS)                   |
| 161 | Eric Johnson (AD)     | Stati Uniti      | Vancouver Canucks                      | Armstrong High School (USHS-Minnesota)   |
| 162 | Jiří Kuntos (D)       | Cecoslovacchia   | Buffalo Sabres (da Minnesota)          | Dukla Jihlava (Extraliga)                |
| 163 | Steven Yule (D)       | Canada           | Hartford Whalers                       | Kamloops Blazers (WHL)                   |
| 164 | Robb McIntyre (AS)    | Unione Sovietica | Toronto Maple Leafs (da Detroit)       | Dubuque Fighting Saints (USHL)           |
| 165 | Paul Wolanski (D)     | Canada           | New Jersey Devils                      | Niagara Falls Thunder (OHL)              |
| 166 | Gary Kitching (C)     | Canada           | Edmonton Oilers                        | Thunder Bay Flyers (USHL)                |
| 167 | Tomáš Kucharčík (C)   | Cecoslovacchia   | Toronto Maple Leafs (da Buffalo)       | Dukla Jihlava (Extraliga)                |
| 168 | Rick Corriveau (D)    | Canada           | Washington Capitals                    | London Knights (OHL)                     |
| 169 | Corey Hirsch (P)      | Canada           | New York Rangers                       | Kamloops Blazers (WHL)                   |
| 170 | Peter McLaughlin (D)  | Stati Uniti      | Pittsburgh Penguins                    | Belmont Hill School (USHS-Massachusetts) |
| 171 | Brian Savage (AS)     | Canada           | Montreal Canadiens                     | Miami RedHawks (CCHA)                    |
| 172 | Jay Moser (D)         | Stati Uniti      | Boston Bruins                          | Park High School (USHS-Minnesota)        |
| 173 | David St. Pierre (C)  | Canada           | Calgary Flames                         | Longueuil Collège Français (QMJHL)       |
| 174 | Michael Burkett (AS)  | Canada           | Minnesota North Stars (da Los Angeles) | Michigan St. Spartans (CCHA)             |
| 175 | Chris Kenady (AD)     | Stati Uniti      | St. Louis Blues                        | St. Paul Vulcans (USHL)                  |
| 176 | Roch Belley (P)       | Canada           | Chicago Blackhawks                     | Niagara Falls Thunder (OHL)              |

### Nono giro
| #   | Giocatore           | Nazionalità      | Squadra NHL                    | Squadra di provenienza                  |
| --- | ------------------- | ---------------- | ------------------------------ | --------------------------------------- |
| 177 | Corwin Saurdiff (P) | Stati Uniti      | San Jose Sharks                | Waterloo Black Hawks (USHL)             |
| 178 | Adam Bartell (D)    | Stati Uniti      | Quebec Nordiques               | Niagara Falls Canucks (GHJHL)           |
| 179 | Guy Lehoux (D)      | Canada           | Toronto Maple Leafs            | D.ville Voltigeurs (QMJHL)              |
| 180 | John Johnson (C)    | Canada           | New York Islanders             | Niagara Falls Thunder (OHL)             |
| 181 | Sean Gauthier (P)   | Canada           | Winnipeg Jets                  | Kingston Frontenacs (OHL)               |
| 182 | Jim Bode (AD)       | Stati Uniti      | Philadelphia Flyers            | Armstrong High School (USHS-Minnesota)  |
| 183 | David Neilson (AS)  | Stati Uniti      | Vancouver Canucks              | Prince Albert Raiders (WHL)             |
| 184 | Derek Herlofsky (P) | Stati Uniti      | Minnesota North Stars          | St. Paul Vulcans (USHL)                 |
| 185 | Chris Belanger (D)  | Canada           | Hartford Whalers               | W. Michigan Broncos (CCHA)              |
| 186 | Jim Bermingham (C)  | Canada           | Detroit Red Wings              | Laval Titan (QMJHL)                     |
| 187 | Dan Reimann (D)     | Stati Uniti      | New Jersey Devils              | Anoka High School (USHS-Minnesota)      |
| 188 | Brent Brekke (D)    | Stati Uniti      | Quebec Nordiques (da Edmonton) | W. Michigan Broncos (CCHA)              |
| 189 | Anthony Iob (AS)    | Canada           | Buffalo Sabres                 | S.S. Marie Greyhounds (OHL)             |
| 190 | Trevor Duhaime (AD) | Canada           | Washington Capitals            | St-Jean Lynx (QMJHL)                    |
| 191 | Vjačeslav Uvaev (D) | Unione Sovietica | New York Rangers               | Spartak Mosca (URSS)                    |
| 192 | Jeff Lembke (P)     | Stati Uniti      | Pittsburgh Penguins            | Omaha Lancers (USHL)                    |
| 193 | Scott Fraser (AD)   | Canada           | Montreal Canadiens             | Dartmouth Big Green (ECAC)              |
| 194 | Dan Hodge (D)       | Stati Uniti      | Boston Bruins                  | Merrimack Warriors (Hockey East)        |
| 195 | David Struch (C)    | Canada           | Calgary Flames                 | Saskatoon Blades (WHL)                  |
| 196 | Craig Brown (P)     | Canada           | Los Angeles Kings              | W. Michigan Broncos (CCHA)              |
| 197 | Jed Fiebelkorn (AD) | Stati Uniti      | St. Louis Blues                | Osseo High School (USHS-Minnesota)      |
| 198 | Scott MacDonald (D) | Stati Uniti      | Chicago Blackhawks             | Choate Rosemary Hall (USHS-Connecticut) |

### Decimo giro
| #   | Giocatore                  | Nazionalità      | Squadra NHL                         | Squadra di provenienza                   |
| --- | -------------------------- | ---------------- | ----------------------------------- | ---------------------------------------- |
| 199 | Dale Craigwell (C)         | Canada           | San Jose Sharks                     | Oshawa Generals (OHL)                    |
| 200 | Paul Koch (D)              | Stati Uniti      | Quebec Nordiques                    | Omaha Lancers (USHL)                     |
| 201 | Gary Miller (D)            | Canada           | Toronto Maple Leafs                 | North Bay Centennials (OHL)              |
| 202 | Rob Canavan (AS)           | Stati Uniti      | New York Islanders                  | Hingham High School (USHS-Massachusetts) |
| 203 | Igor' Ulanov (D)           | Unione Sovietica | Winnipeg Jets                       | Chimik Voskresensk (URSS)                |
| 204 | Josh Bartell (D)           | Stati Uniti      | Philadelphia Flyers                 | Rome Free Academy (USHS-New York)        |
| 205 | Brad Barton (D)            | Canada           | Vancouver Canucks                   | Kitchener Rangers (OHL)                  |
| 206 | Tom Nemeth (AS)            | Canada           | Minnesota North Stars               | Cornwall Royals (OHL)                    |
| 207 | Jason Currie (P)           | Canada           | Hartford Whalers                    | Clarkson Golden Knights (ECAC)           |
| 208 | Jason Firth (C)            | Canada           | Detroit Red Wings                   | Kitchener Rangers (OHL)                  |
| 209 | Rob Leask (D)              | Canada           | Washington Capitals (da New Jersey) | Hamilton Red Wings (GHJHL)               |
| 210 | Vegar Barlie (AD)          | Norvegia         | Edmonton Oilers                     | Vålerenga (GET-ligaen)                   |
| 211 | Spencer Meany (AD)         | Canada           | Buffalo Sabres                      | St. Lawrence Saints (ECAC)               |
| 212 | Carl LeBlanc (D)           | Canada           | Washington Capitals                 | Granby Bisons (QMJHL)                    |
| 213 | Jamie Ram (P)              | Canada           | New York Rangers                    | Michigan Tech Huskies (WCHA)             |
| 214 | Chris Tok (D)              | Stati Uniti      | Pittsburgh Penguins                 | Greenway High School (USHS-Minnesota)    |
| 215 | Greg MacEachern (D)        | Canada           | Montreal Canadiens                  | Laval Titan (QMJHL)                      |
| 216 | Steve Norton (D)           | Canada           | Boston Bruins                       | Michigan St. Spartans (CCHA)             |
| 217 | Sergej Zolotov (AD)        | Unione Sovietica | Calgary Flames                      | Kryl'ja Sovetov (URSS)                   |
| 218 | Mattias Olsson (D)         | Svezia           | Los Angeles Kings                   | Färjestad (Elitserien)                   |
| 219 | Chris MacKenzie (AS)       | Canada           | St. Louis Blues                     | Colgate Raiders (ECAC)                   |
| 220 | Aljaksandr Andryeŭski (AD) | Unione Sovietica | Chicago Blackhawks                  | Dinamo Mosca (URSS)                      |

### Undicesimo giro
| #   | Giocatore              | Nazionalità      | Squadra NHL           | Squadra di provenienza                              |
| --- | ---------------------- | ---------------- | --------------------- | --------------------------------------------------- |
| 221 | Aaron Kriss (D)        | Stati Uniti      | San Jose Sharks       | Cranbrook High School (USHS-Michigan)               |
| 222 | Doug Friedman (AS)     | Stati Uniti      | Quebec Nordiques      | Boston U. Terriers (Hockey East)                    |
| 223 | Jonathan Kelley (C)    | Stati Uniti      | Toronto Maple Leafs   | Arlington Catholic High School (USHS-Massachusetts) |
| 224 | Marcus Thuresson (C)   | Svezia           | New York Islanders    | Leksand (Elitserien)                                |
| 225 | Jason Jennings (AD)    | Canada           | Winnipeg Jets         | W. Michigan Broncos (CCHA)                          |
| 226 | Neil Little (P)        | Canada           | Philadelphia Flyers   | RPI Engineers (ECAC)                                |
| 227 | Jason Fitzsimmons (P)  | Canada           | Vancouver Canucks     | Moose Jaw Warriors (WHL)                            |
| 228 | Shayne Green (AD)      | Canada           | Minnesota North Stars | Kamloops Blazers (WHL)                              |
| 229 | Mike Santonelli (C)    | Stati Uniti      | Hartford Whalers      | Matignon High School (USHS-Massachusetts)           |
| 230 | Bart Turner (AS)       | Stati Uniti      | Detroit Red Wings     | Michigan St. Spartans (CCHA)                        |
| 231 | Kevin Riehl (C)        | Canada           | New Jersey Devils     | Medicine Hat Tigers (WHL)                           |
| 232 | Evgenij Belošejkin (P) | Unione Sovietica | Edmonton Oilers       | CSKA Mosca (URSS)                                   |
| 233 | Michail Volkov (AD)    | Unione Sovietica | Buffalo Sabres        | Kryl'ja Sovetov (URSS)                              |
| 234 | Rob Puchniak (D)       | Canada           | Washington Capitals   | Lethbridge Hurricanes (WHL)                         |
| 235 | Vitalij Činachov (C)   | Unione Sovietica | New York Rangers      | Torpedo Jaroslavl' (URSS)                           |
| 236 | Paul Dyck (D)          | Canada           | Pittsburgh Penguins   | Moose Jaw Warriors (WHL)                            |
| 237 | P. J. Lepler (D)       | Stati Uniti      | Montreal Canadiens    | Rochester Mustangs (USHL)                           |
| 238 | Steve Lombardi (C)     | Stati Uniti      | Boston Bruins         | Deerfield Academy (USHS-Massachusetts)              |
| 239 | Marko Jantunen (C)     | Finlandia        | Calgary Flames        | Pelicans (SM-liiga)                                 |
| 240 | André Boulianne (P)    | Canada           | Los Angeles Kings     | Longueuil Collège Français (QMJHL)                  |
| 241 | Judah Spetner (D)      | Stati Uniti      | St. Louis Blues       | Duluth East High School (USHS-Minnesota)            |
| 242 | Mike Larkin (D)        | Stati Uniti      | Chicago Blackhawks    | Rice Memorial High School (USHS-Massachusetts)      |

### Dodicesimo giro
| #   | Giocatore             | Nazionalità      | Squadra NHL           | Squadra di provenienza                  |
| --- | --------------------- | ---------------- | --------------------- | --------------------------------------- |
| 243 | Michail Kravec (AS)   | Unione Sovietica | San Jose Sharks       | SKA Leningrado (URSS)                   |
| 244 | Éric Meloche (AD)     | Canada           | Quebec Nordiques      | D.ville Voltigeurs (QMJHL)              |
| 245 | Chris O'Rourke (D)    | Canada           | Toronto Maple Leafs   | Alaska Nanooks (CCHA)                   |
| 246 | Marty Schriner (C)    | Stati Uniti      | New York Islanders    | ND Fighting Hawks (WCHA)                |
| 247 | Sergej Sorokin (D)    | Unione Sovietica | Winnipeg Jets         | Dinamo Mosca (URSS)                     |
| 248 | John Parco (C)        | Canada           | Philadelphia Flyers   | Belleville Bulls (OHL)                  |
| 249 | Xavier Majic (C)      | Canada           | Vancouver Canucks     | RPI Engineers (ECAC)                    |
| 250 | Jukka Suomalainen (D) | Finlandia        | Minnesota North Stars | Kauniainen GrlFK (SM-liiga)             |
| 251 | Rob Peters (D)        | Stati Uniti      | Hartford Whalers      | Ohio State Buckeyes (CCHA)              |
| 252 | Andrew Miller (AD)    | Canada           | Detroit Red Wings     | Wexford Raiders (OJHL)                  |
| 253 | Jason Hehr (D)        | Canada           | New Jersey Devils     | Kelowna Spartans (BCHL)                 |
| 254 | Juha Riihijärvi (AD)  | Finlandia        | Edmonton Oilers       | Oulun Kärpät (SM-liiga)                 |
| 255 | Michael Smith (D)     | Canada           | Buffalo Sabres        | Lake Superior S. Lakers (CCHA)          |
| 256 | Bill Kovacs (AS)      | Canada           | Washington Capitals   | Sudbury Wolves (OHL)                    |
| 257 | Brian Wiseman (C)     | Canada           | New York Rangers      | Michigan Wolverines (CCHA)              |
| 258 | Pasi Huura (D)        | Finlandia        | Pittsburgh Penguins   | Ilves (SM-liiga)                        |
| 259 | Dale Hooper (D)       | Stati Uniti      | Montreal Canadiens    | Springfield Olympics (EJHL)             |
| 260 | Torsten Kienass (D)   | Germania         | Boston Bruins         | Eisbären Berlino (Bundesliga)           |
| 261 | Andrej Trefilov (P)   | Unione Sovietica | Calgary Flames        | Dinamo Mosca (URSS)                     |
| 262 | Mike Gaul (D)         | Canada           | Los Angeles Kings     | St. Lawrence Saints (ECAC)              |
| 263 | Mike Veisor (P)       | Stati Uniti      | St. Louis Blues       | Springfield Olympics (EJHL)             |
| 264 | Scott Dean (D)        | Stati Uniti      | Chicago Blackhawks    | Lake Forest High School (USHS-Illinois) |

## Selezioni classificate per nazionalità
| Pos. | Paese            | Selezioni |
|      | Nord America     | 209       |
| ---- | ---------------- | --------- |
| 1    | Canada           | 142       |
| 2    | Stati Uniti      | 67        |
|      | Europa           | 55        |
| 3    | Unione Sovietica | 24        |
| 4    | Svezia           | 11        |
| 5    | Cecoslovacchia   | 10        |
| 6    | Finlandia        | 6         |
| 7    | Germania         | 1         |
| 7    | Norvegia         | 1         |
| 7    | Polonia          | 1         |
| 7    | Svizzera         | 1         |